# Jens Reich
Jens Georg Reich (Gotinga, 26 de marzo de 1939) es un científico alemán y miembro del Consejo de Ética Alemán. Se hizo famoso como defensor de los derechos civiles en la última década de la República Democrática Alemana (RDA).

## Biografía
Jens Reich nació en Gotinga y creció en Halberstadt. Estudió medicina y biología molecular en la Universidad Humboldt de Berlín y comenzó su carrera profesional como médico junior en su ciudad natal. Después de seguir estudiando bioquímica, se dedicó al trabajo de investigación. En 1964 se doctoró con la tesis Sonidos de la arteria vascular y desde 1968 trabajó en el Instituto Central de Biología Molecular de la Academia de Ciencias de Berlín-Buch. En 1976 completó la tesis Tiempo y movimiento en el metabolismo de las células vivas para su segundo doctorado. En colaboración con Evgeni Selkov, fue uno de los primeros en estudiar el comportamiento cinético de las vías metabólicas (a diferencia de las enzimas individuales).
Ya en 1970 cofundó un "Círculo de los viernes" un grupo privado de unos 30 ciudadanos de mentalidad opositora que se reunían para discutir sobre la RDA. En la década de 1980, la Stasi espió al grupo y mantuvo registros de sus reuniones. Poco después de su nombramiento como jefe de departamento del Instituto Central de Biología Molecular, Jens Reich perdió este puesto. Además, por su actitud opositora fue sancionado con la prohibición de viajar a países occidentales.
A pesar de sus dificultades políticas, Reich continuó con su investigación científica durante las décadas de 1970 y 1980, con varios artículos notables, como una estrategia para la estimación de parámetros en enzimología y un estudio de la pirofosfatasa inorgánica en colaboración con Samuel Rapoport, la figura más influyente en bioquímica en la RDA en ese momento. Durante ese período publicó su estudio con Selkov sobre las propiedades dependientes del tiempo en los sistemas metabólicos.
En septiembre de 1989, Jens Reich fue uno de los autores y firmantes de la proclama "Aufbruch 89 – Neues Forum" ("Nuevo comienzo 89-Foro Nuevo"), que condujo a la fundación del Foro Nuevo. El 4 de noviembre de 1989, Reich, junto con Friedrich Schorlemmer, Christa Wolf, Ulrich Mühe y otras figuras conocidas de la RDA, fue uno de los oradores en la manifestación de Alexanderplatz en Berlín Oriental, la manifestación más grande de ese período.
Su hija es la profesora de física Stephanie Reich.

## Obras
- 2005 Reich, Jens Teufelsfragen. Ethische Konflikte in der Biomedizin. 2-CD-Set. supposé, Köln
- 2003 Reich, Jens Es wird ein Mensch gemacht. Möglichkeiten und Grenzen der Gentechnik, Rowohlt Berlin
- 1992 Reich J. G., Abschied von den Lebenslügen, Rowohlt-Verlag, Berlin
- 1991 Reich J. G., Rückkehr nach Europa, Carl-Hanser-Verlag, München-Wien
- 1981 Reich J. G., Sel’kov E. E., Energy Metabolism of the Cell, A Theoretical Treatise, Academic Press, London & New York